# Lijst van aartsbisschoppen van Canterbury

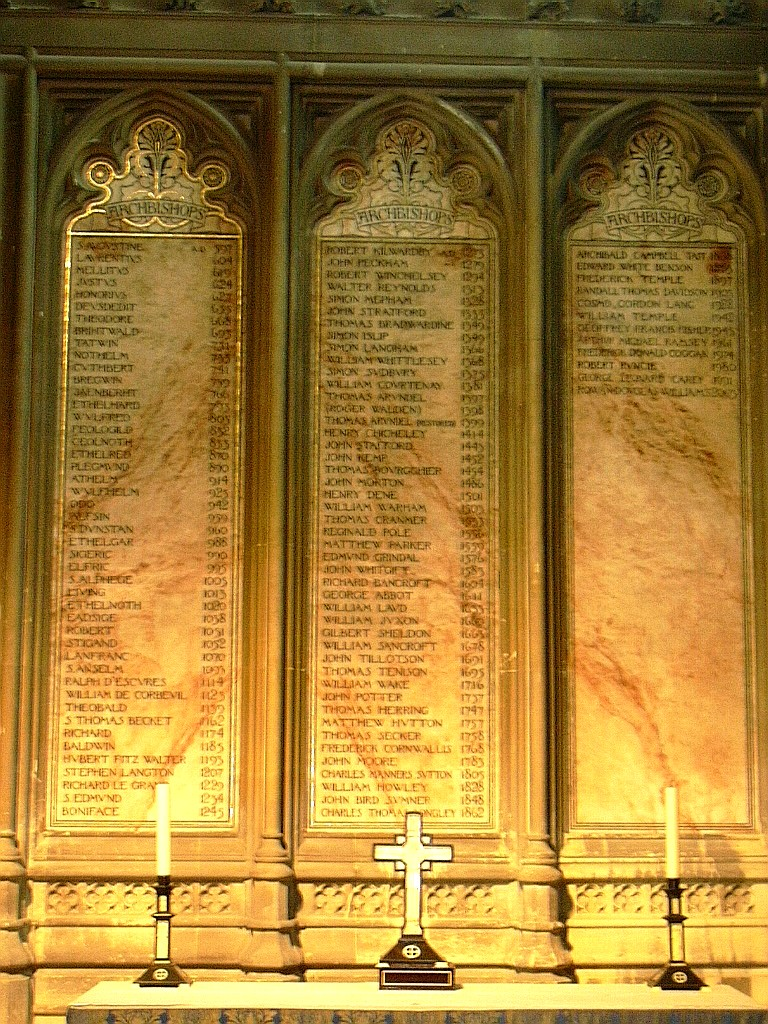
Overzicht van de aartsbisschoppen van Canterbury tot aan Rowan Williams (r. 2002-2012)

De aartsbisschop van Canterbury is het religieuze hoofd (primaat) van de Kerk van Engeland. Hij wordt sinds de regering van koning Hendrik VIII (1509-1547) benoemd door de vorst. De laatste aartsbisschop was Justin Welby (r. 2013_2024). De opvolger is nog niet bekend.

## Lijst van aartsbisschoppen

### Aartsbisschoppen vóór de Reformatie
De aartsbisschoppen van Canterbury van voor de reformatie behoorden tot de Rooms-Katholieke Kerk.
- Augustinus (Heilig), 601–605
- Laurentius (Heilig), 605–619
- Mellitus (Heilig), 619–624
- Justus (Heilig), 624–627
- Honorius (Heilig), 627–653
- Deusdedit (Heilig), 655–664
- Theodorus (Heilig), 668–690
- Bertwald (Heilig), 693–731
- Tatwin (Heilig), 731–734
- Nothhelm (Heilig), 735–739
- Cuthbert (Heilig), 740–758
- Bregwin (Heilig), 759–762
- Jaenbert (Heilig), 763–790
- Aethelhard (Heilig), 790–803
- Wulfred, 803–829
- Feologild, 829–830
- Ceolnoth, 830–870
- Aethelred, 870–889
- Plegmund, 891–923
- Athelm, 923–925
- Wulfhelm, 928–941
- Odo de Goede (Heilig), 941–958
- Aelfsige, 958–959
- Brihthelm, 959 (gekozen, maar afgezet)[2]
- Dunstan (Heilig), 960–988
- Athelgar, 988–989
- Sigerich de Eerste, 990–994
- Aelfrich, 995–1005
- Aelfheah (Alphege) (Heilig), 1006–1012
- Lyfing, 1013–1020
- Aethelnoth, 1020–1038
- Edsige, 1038–1050
- Philip van Kahle, 1050–1051
- Robert van Jumièges, 1051–1052
- Stigand, 1052–1070
- Lanfranc, 1070–1089
- Anselm (Heilig), 1093–1109
- Ralph d’Escures, 1114–1122
- Wilhelm van Corbeil, 1123–1136
- Theobald van Bec, 1139–1161
- Thomas Becket (Hl.), 1162–1170
- Richard of Dover, 1174–1184
- Balduin van Exeter, 1185–1190
- Reginald fitz Jocelin, 1191
- Hubert Walter, 1193–1205
- Reginald, 1205–1206
- John de Gray, 1205–1206
- Stephen Langton, 1207–1228
- Richard Grant, 1229–1231
- John Blund, 1232–1233
- Edmund Rich (Heilig), 1233–1240
- Bonifatius van Savoye, 1240–1270
- Robert Kilwardby, 1273–1278
- Johannes Peckham, 1279–1292
- Robert Winchelsey, 1293–1313
- Walter Reynolds, 1313–1327
- Simon Mepeham, 1327–1333
- John Stratford, 1333–1348
- John de Ufford, 1348–1349
- Thomas Bradwardine, 1349
- Simon Islip, 1349–1366
- Simon Langham, 1366–1368
- William Whittlesey, 1368–1374
- Simon Sudbury, 1375–1381
- William Courtenay, 1381–1396
- Thomas Arundel, 1396–1414 (Huis FitzAlan)
- Henry Chicheley, 1414–1443
- John Stafford, 1443–1452
- John Kemp, 1452–1454
- Thomas Bourchier, 1454–1486
- John Morton, 1486–1500
- Henry Deane, 1501–1503
- William Warham, 1503–1532

### Aartsbisschoppen sinds de Reformatie
Alle hieronder genoemde aartsbisschoppen behoorden, met uitzondering van Reginald kardinaal Pole (r. 1556-1558) behoorden of behoren tot de Kerk van Engeland.
| Afbeelding | Persoon                             | Periode                             | Opmerking(en)                                                                              |
| ---------- | ----------------------------------- | ----------------------------------- | ------------------------------------------------------------------------------------------ |
|            | Thomas Cranmer (1489-1559)          | 30 mei 1533 - 13 november 1555      | Afgezet; ter dood gebracht                                                                 |
|            | Reginald kardinaal Pole (1500-1558) | 22 maart 1556 - 18/19 november 1558 | Laatste rooms-katholieke aartsbisschop                                                     |
|            | Matthew Parker (1504-1575)          | 17 december 1559 - 17 mei 1575      |                                                                                            |
|            | Edmund Grindal (c. 1519-1583)       | 29 december 1575 - 6 juli 1583      |                                                                                            |
|            | John Whitgift (c. 1530-1604)        | 14 augustus 1583 - 29 februari 1604 |                                                                                            |
|            | Richard Bancroft (1544-1610)        | 9 oktober 1604 - 2 november 1610    | Hield toezicht op de totstandkoming van de King James Bible                                |
|            | George Abbot (1562-1633)            | 4 maart 1611 - 4 augustus 1633      |                                                                                            |
|            | William Laud (1573-1646)            | 6 augustus 1636 - 10 januari 1645   | Geëxecuteerd                                                                               |
| Vacant     | Vacant                              | 10 januari 1645 - 2 september 1660  | Engelse burgeroorlog; Gemenebest van Engeland, Schotland en Ierland                        |
|            | William Juxon (1582-1663)           | 2 september 1660 - 4 juni 1663      |                                                                                            |
|            | Gilbert Sheldon (1598-1677)         | 16 juni 1663 - 9 november 1677      |                                                                                            |
|            | William Sancroft (1677-1693)        | 27 januari 1676 - 1 februari 1690   | Afgezet na weigering eedaflegging ten overstaan van koning Willem III en koningin Maria II |
|            | John Tillotson (1630-1694)          | 31 mei 1691 - 22 november 1694      |                                                                                            |
|            | Thomas Tenison (1636-1715)          | 6 december 1694 - 14 december 1715  |                                                                                            |
|            | William Wake (1657-1737)            | 17 december 1715 - 24 januari 1737  |                                                                                            |
|            | John Potter (c. 1674-1747)          | 9 februari 1737 - 10 oktober 1747   |                                                                                            |
|            | Thomas Herring (1693-1757)          | 21 oktober 1747 - 13 maart 1757     |                                                                                            |
|            | Matthew Hutton (1693-1758)          | 29 maart 1757 - 19 maart 1758       |                                                                                            |
|            | Thomas Secker (1693-1768)           | 8 maart 1758 - 3 augustus 1768      |                                                                                            |
|            | Frederick Cornwallis (1713-1783)    | 12 augustus 1768 - 19 maart 1783    |                                                                                            |
|            | John Moore (1730-1805)              | 31 maart 1783 - 18 januari 1805     |                                                                                            |
|            | Charles Manners-Sutton (1755-1828)  | 1 november 1805 - 21 juli 1828      |                                                                                            |
|            | William Howley (1766-1848)          | 6 augustus 1828 - 11 februari 1848  |                                                                                            |
|            | John Bird Sumner (1780-1862)        | 17 februari 1848 - 6 september 1862 |                                                                                            |
|            | Charles Longley (1794-1868)         | 20 oktober 1862 - 28 oktober 1868   |                                                                                            |
|            | Archibald Campbell Tait (1811-1882) | 28 november 1868 - 1 december 1882  |                                                                                            |
|            | Edward White Benson (1829-1896)     | 13 januari 1893 - 11 oktober 1896   |                                                                                            |
|            | Frederick Temple (1821-1902)        | 9 november 1896 - 22 december 1902  |                                                                                            |
|            | Randall Davidson (1848-1930)        | 14 januari 1903 - 12 november 1928  | Langstzittende aartsbisschop sinds de reformatie; afgetreden                               |
|            | Cosmo Gordon Lang (1864-1945)       | 13 november 1928 - 31 maart 1942    |                                                                                            |
|            | William Temple (1881-1944)          | 1 april 1942 - 26 oktober 1944      | Zoon van aartsbisschop Frederick Temple                                                    |
|            | Geoffrey Fisher (1887-1972)         | 12 januari 1945 - 31 mei 1961       |                                                                                            |
|            | Michael Ramsey (1904-1988)          | 1 juni 1961 - 15 november 1974      |                                                                                            |
|            | Donald Coggan (1909-2000)           | 18 november 1974 - 25 januari 1980  |                                                                                            |
|            | Robert Runcie (1921-2000)           | 1 februari 1980 - 31 januari 1990   |                                                                                            |
|            | George Carey (1935-)                | 19 april 1991 - 31 oktober 2000     |                                                                                            |
|            | Rowan Williams (1950-)              | 2 december 2002 - 31 december 2012  | [ 4 ]                                                                                      |
|            | Justin Welby (1956-)                | 4 februari 2013 - 6 januari 2025    | [ 5 ]                                                                                      |